# Henrik Janson
Henrik John Janson (født 11. marts 1961) er en svensk musiker, guitarist, producer og sangskriver. Han har, ofte sammen med sin bror Ulf Janson, arrangeret stryger- og blæserarrangementer på en lang række udgivelser med skandinaviske og internationale kunstnere, heriblandt Roxette, Ace of Base, Lisa Nilsson, Westlife, Céline Dion, og P!nk. Henrik Janson har desuden medvirket til indspilning og arrangering af Martin Brygmanns studiealbum Bates Delight fra 2017 og medvirket til dennes koncerter i 2018.
Han har sønnen August Fenger Janson sammen med sangerinden Søs Fenger.